# Małgorzata Kidawa-Błońska
Małgorzata Maria Kidawa-Błońska, nhũ danh Grabska (sinh ngày 5 tháng 5 năm 1957) là một chính trị gia, luật sư, nhà sản xuất phim và nhà xã hội học người Ba Lan. Bà là Chủ tịch Sejm (Hạ viện Ba Lan) từ ngày 25 tháng 6 năm 2015 đến ngày 11 tháng 11 năm 2015, trong thời gian nhiệm kỳ thứ 7 của hạ viện. Sau đó bà được bầu làm Phó Chủ tịch Sejm của nhiệm kỳ thứ 8 và thứ 9, đề cử bởi Đảng Cương lĩnh Dân sự, dưới quyền của Chủ tịch Hạ viện tương ứng là Marek Kuchciński và Elżbieta Witek.
Kidawa-Błońska từng giữ các chức vụ cấp bộ, như Ngoại trưởng trong nội các thứ hai của Donald Tusk (2012–2014) và nội các của Ewa Kopacz (2014–2015), Phát ngôn viên Báo chí cho cả hai nội các trong năm 2014 và 2015. Bà là ứng viên Thủ tướng Ba Lan của Đảng Cương lĩnh Dân sự trong Cuộc bầu cử Quốc hội Ba Lan năm 2019, đã để thua trước Mateusz Morawiecki của Đảng Pháp luật và Công lý, người hiện tại là thủ tướng đương nhiệm của Ba Lan. Năm 2019, bà được chọn làm ứng viên tổng thống trong Cuộc bầu cử Tổng thống Ba Lan năm 2020. Bà ngừng ứng cử vào ngày 15 tháng 5 năm 2020.

## Trước khi tham gia chính trị

### Gia đình

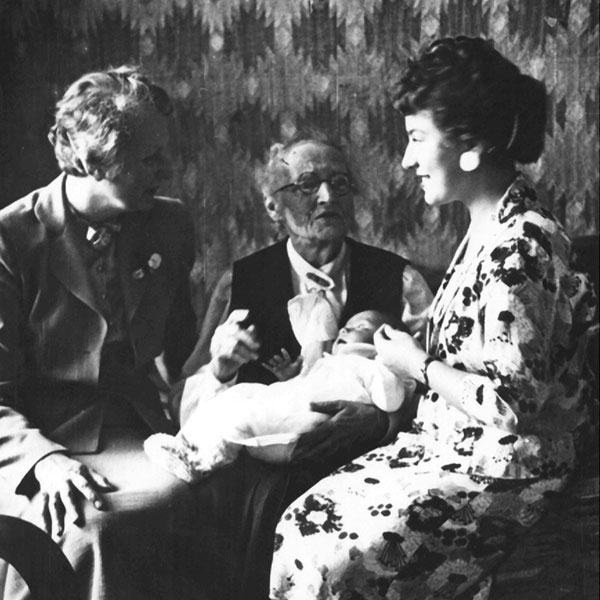
4 thế hệ trong gia đình Kidawa-Błońska, gồm có bà nội Zofia, bà cố Maria (ôm cháu, là Kidawa-Błońska) và mẹ Helena. Ảnh chụp năm 1958.

Małgorzata Maria Grabska sinh ra ở Ursus, Warsaw ở nước Ba Lan cộng sản. Cha của bà là Maciej Władysław Grabski, ông xuất thân từ một gia đình chính trị nổi tiếng, là hậu duệ của hai chính trị gia nổi tiếng thời Đệ nhị Cộng hòa Ba Lan, là Giáo sư Khoa học Kỹ thuật của Đại học Công nghệ Warszawa và cựu Chủ tịch Quỹ Khoa học Ba Lan từ năm 1992 đến năm 2005. Mẹ của bà là Helena Nowakowska, từng làm việc ở Hợp tác xã Báo chí Công nhân, bà thắng giải đấu kiếm năm 1953 tại Câu lạc bộ thể thao Kolejarz và gặp chồng tương lai tại đây.
Ông nội của bà là Władysław Jan Grabski, nhà văn nổi tiếng đã viết nhiều tiểu thuyết lịch sử về hàng ngàn năm lịch sử của Ba Lan.
Ông cố của bà là Władysław Grabski, chính trị gia từng giữ chức Thủ tướng Ba Lan trong hai nhiệm kỳ không liên tiếp, nổi tiếng với cuộc cải cách tiền tệ nhằm ngăn chặn siêu lạm phát và ổn định tỷ giá hối đoái đồng złoty cho đến năm 1939.

### Thời trẻ
Kidawa-Błonska sinh ra và ở tại căn nhà mà ông bà nội của bà đã sống hết cuộc đời. Bà kể đó là ngôi nhà cổ kính, lưu giữ đồ đạc qua nhiều thế hệ, treo đầy những bức tranh do bà nội vẽ và những bức ảnh chụp tổ tiên trên tường. Căn nhà được xây dựng từ năm 1927 bởi ông cố nội của bà. Thiết kế căn nhà và khu vườn được thực hiện bởi kiến trúc sư cảnh quan nổi tiếng Franciszek Szanior. Sau Khởi nghĩa Warszawa, cả nhà phải di tản khỏi thành phố. Cha mẹ của bà sống sót sau Thế chiến thứ hai và sống tại đây cùng con gái đến hết đời.

### Giáo dục, sự nghiệp chuyên môn
Bà theo học và tốt nghiệp trung học ở Trường Trung học Klementyna Hoffmanowa IX, trường trung học lâu đời nhất ở thủ đô Warsaw. Năm 1983, bà tốt nghiệp Thạc sĩ Xã hội học tại Khoa Triết học và Xã hội học, Đại học Warsaw. Kidawa-Błonska dùng kiến thức chuyên môn của mình để bắt đầu với sự nghiệp điện ảnh và văn hóa. Bà theo các lớp tại Học viện nghệ thuật sân khấu quốc gia Aleksander Zelwerowicz ở Warszawa nhưng không muốn trở thành một diễn viên.

### Gia đình
Năm 1981, bà gặp Jan Kidawa-Błoński trong tiệc sinh nhật lần thứ 24 của mình, khi ông tình cờ đến bữa tiệc ở dinh thự Grabski. Lúc này Jan vừa tốt nghiệp Trường Điện ảnh Quốc gia ở Łódź. Jan và Malgorzata kết hôn năm 1983, trong thời thiết quân luật ở Ba Lan. Kidawa-Błoński khi ấy đang trong quá trình thực hiện bộ phim đầu tiên của mình "Trzy stopy nad ziemią". Ông không kiếm ra tiền, thậm chí phải nhập viện vì nhịn đói nhiều ngày.
Jan và Małgorzata có một con trai vào năm 1983. Từ năm 1985 đến năm 1987, bà làm việc trong tòa soạn về văn học của xưởng phim mang tên Karol Irzykowski. Từ năm 1994 đến năm 2005, bà làm việc cùng chồng tại công ty riêng của họ là Gambit Production, bà chịu trách nhiệm sản xuất phim, chương trình truyền hình và quảng cáo. Thành quả lớn nhất của cặp đôi là bộ phim "Destined for Blues" đạt giải thưởng, kể câu chuyện của người cháu dâu Ryszard Riedel.

## Sự nghiệp chính trị
Kidawa-Błońska bắt đầu tham gia chính trị với tư cách là một thành viên không đảng phái của Liên minh Tự do. Năm 2001, bà trở thành đảng viên của Đảng Cương lĩnh Dân sự, là Thành viên Hội đồng Thành phố Warsaw.

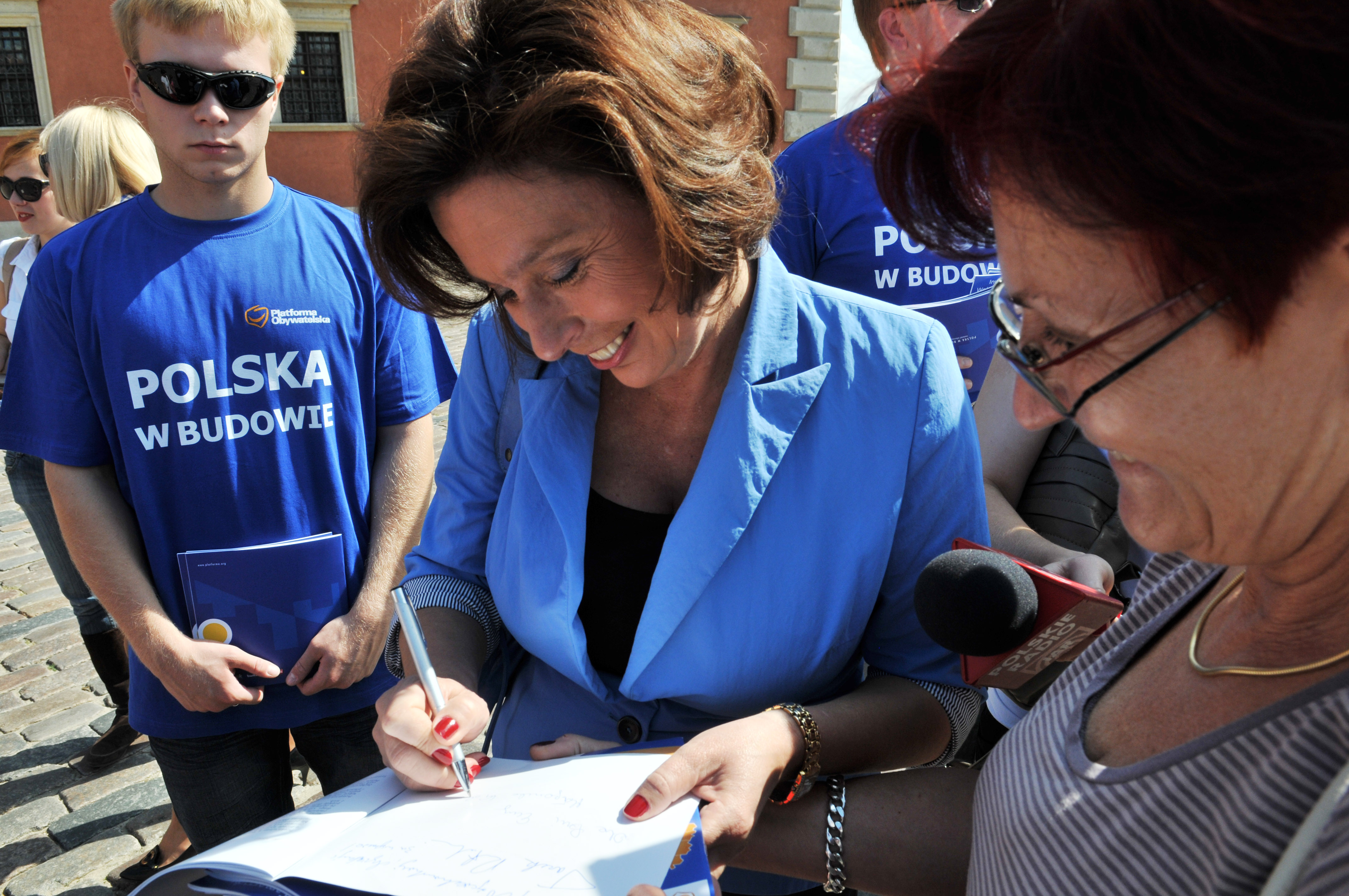
Kidawa-Błońska ký tên cho người ủng hộ ở Warsaw, năm 2011.

Ngày 25 tháng 9 năm 2005, bà được bầu vào Hạ viện với 4.615 phiếu bầu ở khu vực bầu cử 19 - Warsaw II, với tư cách là ứng cử viên từ danh sách chính thức của Đảng Cương lĩnh Dân sự. Bà được bầu lại sau chiến thắng của Donald Tusk vào ngày 21 tháng 10 năm 2007, sau khi nhận được 13.057 phiếu bầu. Năm 2010, Kidawa-Błońska trở thành Người phát ngôn Báo chí cho chiến dịch tranh cử tổng thống của Bronisław Komorowski.
Ngày 9 tháng 10 năm 2011, bà nộp đơn tái tranh cử ở 2 khu vực bỏ phiếu tại Warsaw và đã thành công với tổng cộng 45.027 phiếu bầu. Bà được bổ nhiệm vào ngày 7 tháng 2 năm 2014, trở thành Người phát ngôn Báo chí của Hội đồng Bộ trưởng và Ngoại trưởng cho đến khi bà từ chức sau khi Donald Tusk từ chức vào ngày 22 tháng 9 năm 2014. Ngày 3 tháng 2 năm 2015, bà được bổ nhiệm làm Người phát ngôn Báo chí lần nữa dưới thời Ewa Kopacz.
Ngày 23 tháng 6 năm 2015, Radosław Sikorski quyết định từ chức Chủ tịch Hạ viện sau 6 tháng tại chức. 2 ngày sau, bà được Đảng Cương lĩnh Dân sự đề cử làm ứng viên cho chức vụ này, sau đó bà được bầu với 244 phiếu bầu từ hạ viện. Đối thủ cạnh tranh của bà khi đó là Phó Chủ tịch Hạ viện Jerzy Wenderlich từ Đảng Liên minh Cánh tả Dân chủ chỉ giành được 43 phiếu. 7 ngày sau, Bronisław Komorowski bổ nhiệm bà vào Cục An ninh Quốc gia. Trong thời gian giữ chức chủ tịch hạ viện, Kidawa-Błońska đã thực hiện lễ tuyên thệ nhậm chức cho Tổng thống Andrzej Duda vào ngày 6 tháng 8 năm 2015.
Trong Cuộc bầu cử Quốc hội Ba Lan năm 2015, bà đã nộp đơn tái ứng cử và đã đắc cử, trở thành người nhận nhiều phiếu bầu nhất trong danh sách của Đảng Cương lĩnh Dân sự ở Warsaw với tổng cộng 80.866 phiếu. Tại lễ khai mạc Hạ viện vào ngày 12 tháng 11 năm 2015, bà được bổ nhiệm làm Phó Chủ tịch Hạ viện dưới quyền Marek Kuchciński. Trên cương vị mới là Phó Chủ tịch Hạ viện, bà trở thành thành viên của Ủy ban Văn hóa và Truyền thông tại Hạ viện.
Ngày 9 tháng 8 năm 2019, Marek Kuchciński phải từ chức sau khi hứng chỉ trích vì sử dụng máy bay của chính phủ cho các mục đích cá nhân. Bà được đề cử cho chức Chủ tịch Hạ viện bởi Đảng Cương lĩnh Dân sự. Bà nhận được 135 phiếu bầu, thua đối thủ Elżbieta Witek từ Đảng Pháp luật và Công lý với 245 phiếu. Ngày 11 tháng 12 năm 2021, bà trở thành một trong 10 phó chủ tịch đảng của Đảng Cương lĩnh Dân sự.

## Cuộc bầu cử Quốc hội năm 2019
Ngày 3 tháng 9 năm 2019, Grzegorz Schetyna thay mặt Liên minh Dân sự (gồm Đảng Cương lĩnh Dân sự, Đảng Hiện đại, Đảng Sáng kiến Ba Lan, Đảng Xanh) công bố đề cử Kidawa-Błońska làm ứng viên cho vị trí Thủ tướng Ba Lan. Ngay sau đó, bà có bài phát biểu và cho rằng Ba Lan hiện đang ở trong một "thời điểm rất khó khăn" và "mong muốn Ba Lan là một quốc gia mà mọi người đều tôn trọng lẫn nhau".
Bà nhận được 416.030 phiếu bầu, đây là kết quả cá nhân tốt nhất trên quy mô cả nước và kết quả cá nhân tốt thứ nhì trong lịch sử bầu cử tại Ba Lan. Liên minh thua ở hạ viện khi chỉ giành được 134 ghế, nhưng chiến thắng ở thượng viện khi đậu 43 ghế và thành lập liên minh với các đảng đối lập khác. Ngày 12 tháng 11 năm 2019, bà giữ chức vụ Phó Chủ tịch Hạ viện.

## Cuộc bầu cử Tổng thống năm 2020

### Bầu cử sơ bộ

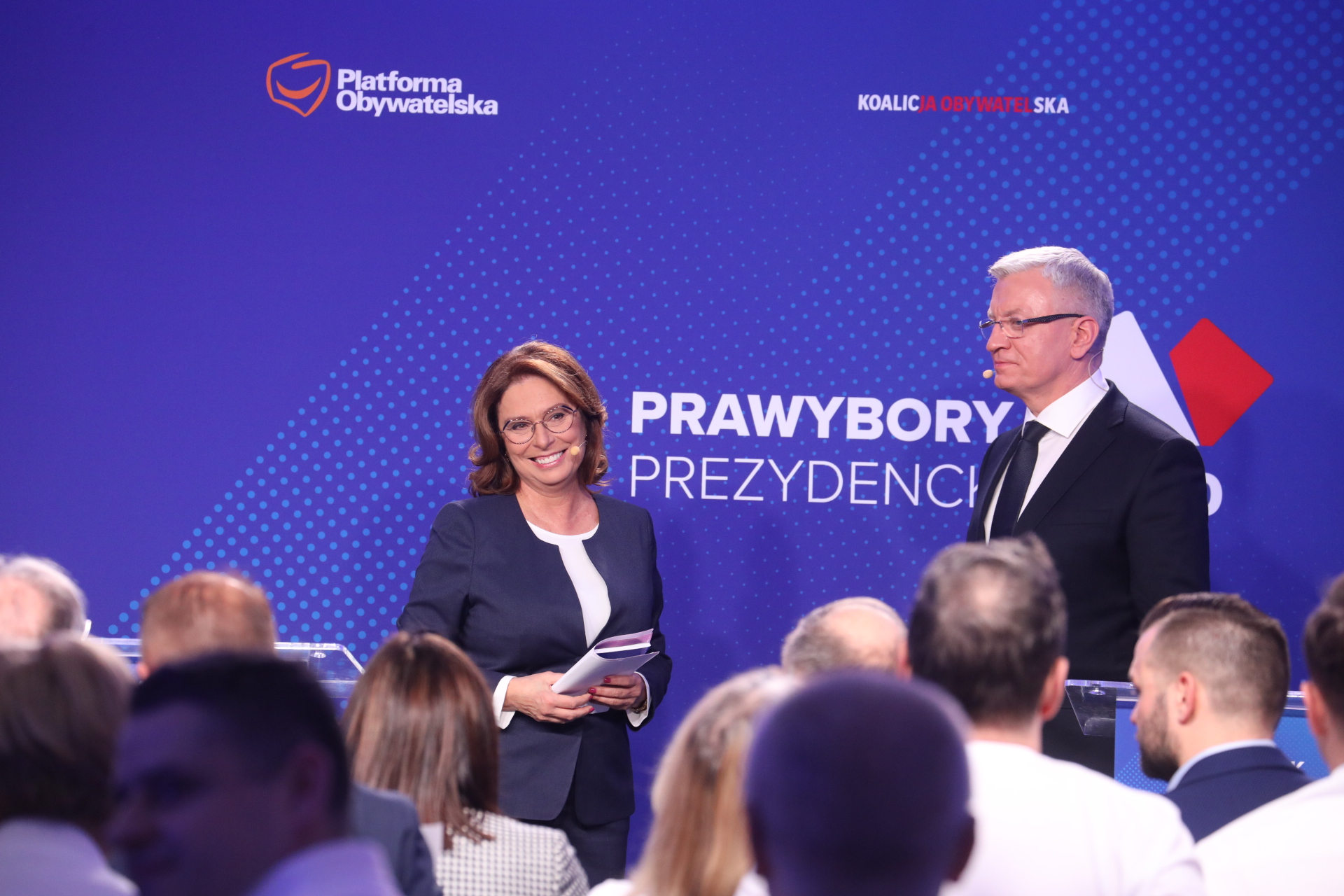
Tiếp xúc cử tri trước bầu cử sơ bộ của Đảng Cương lĩnh Dân sự. Ảnh chụp năm 2019 ở Warsaw.

Năm 2020, bà công bố sẽ tham gia các cuộc bầu cử sơ bộ với tư cách là đảng viên của Đảng Cương lĩnh Dân sự, để trở thành ứng viên của đảng trong Cuộc bầu cử Tổng thống năm 2020. Bầu cử sơ bộ được tổ chức bởi lãnh đạo đảng Grzegorz Schetyna vào ngày 14 tháng 12, sau quyết định của Donald Tusk không tái tranh cử tổng thống. Bà thắng trong các cuộc bầu cử sơ bộ, nhận được 345 phiếu đại cử tri so với 125 phiếu của đối thủ Jacek Jaśkowiak, và do đó bà chính thức trở thành ứng cử viên của Đảng Cương lĩnh Dân sự cho vị trí tổng thống.

### Chiến dịch tranh cử
Sau khi trở thành ứng cử viên tổng thống của Đảng Cương lĩnh Dân sự, bà bắt đầu vận động tranh cử để chạy đua với đối thủ của mình là Andrzej Duda.
Ngày 10 tháng 5, luật bầu cử có một số thay đổi. Bà thông báo tạm ngừng chiến dịch tranh cử vì đại dịch Covid-19 và phản ứng với các điều mới trong luật bầu cử.

### Ngừng tranh cử
Sau khi ngày đi bỏ phiếu được dời sang ngày 10 tháng 5, bà đã phản ứng bằng cách thông báo tạm ngừng chiến dịch.
Ngày 15 tháng 5, bà tuyên bố chính thức rút khỏi cuộc bầu cử tổng thống. Nhiều ý kiến cho rằng, lý do rất có thể là do số phiếu bầu giảm. Cùng ngày, Rafał Trzaskowski thay thế vị trí ứng viên của bà.